# Імотиця
42°55′ пн. ш. 17°41′ сх. д. / 42.91° пн. ш. 17.68° сх. д.
Імотиця (хорв. Imotica) — населений пункт у Хорватії, у Дубровницько-Неретванській жупанії у складі громади Дубровачко Примор'є.

## Населення
Населення за даними перепису 2011 року становило 122 осіб.
Динаміка чисельності населення поселення: